# تريزا بيراليس
ماريا تريزا بيراليس فيرنانديس (بالإسبانية: Teresa Perales)‏ من مواليد سرقسطة في مدينة اراجون في 29 سبتمبر 1975 هي سباحة اسبانية معاقة حصلت على 22 ميدالية في الألعاب لذوي الاحتياجات الخاصة. وفي الكتابة وهي أكثر لاعبة حصلت على ميداليات في تاريخ الألعاب الرياضية لذوي الاحتياجات الخاصة.

## السيرة الذاتية ومسارها الرياضى
هي من مواليد مدينة سرقسطة في 29 من سبتمبر عام 1975 واعاقتها لم تمنعها من التفوق في ممارسة الألعاب الرياضية وعند بلوغها سن ال19 السباحة الأسبانية السرقسطية فقدت الحركة من المنتصف حتى اطرافها بسبب خلل في الجهاز العصبي وآخر يوم قبل الإعاقة كانت تحتفل بفوز ريال سرقسطة بكأس اوروبا في مايو عام 1995 .بعد شهور من المعاناة استوعبت عدم قدرتها على الحركة وتكيفت مع الإعاقة. تريزا تعلمت السباحة وفي خلال عام استطاعت المنافسة، وبدأت تبرز في عام 1998 في بطولة العالم في نيوزيلندا وقد حصلت فيها على الميدالية البرونزية في سباق 50 متر حر سباحة وفي العام التالي توالت الميداليات في البطولات الأوروبية فقد حصلت على الميدالية البرونزية في سباق 50 و100 متر سباحة حرة و50 متر سباحة فراشة والميدالية الفضية في 200 متر سباحة حرة و4×50

## سيدني 2000
تركيزها في السباحة وصل في عام 2000 عندما شاركت في الألعاب البارالمبية لذوي الاحتياجات الخاصة بمدينة سيدني في أستراليا، حيث حصلت على 4 ميداليات برونزية في منافسات 50 و100 و200 متر سباحة حرة و50 متر سباحة الظهر وحصلت على الميدالية الفضية في سباق 50 متر سباحة الفراشة.

## أثينا 2004
في الألعاب البارالمبية التي أقيمت في أثينا عام 2004، برز أداؤها ووصلت إلى أعلى مستوى في السباحة.
في التاسع عشر من سبتمبر حصلت على أول ميدالية في المنافسة وهذا كان في المركز المائي الأوليمبي في أثينا، وهي ذهبية سباق 50 متر سباحة حرة وحققته في زمن قياسي قدره 1:19:96
وفي اليوم التالي حصلت على ثاني ميدالية لها وكانت برونزية سباق 50 متر سباحة الظهر
وفي الثاني والعشرين من سبتمبر حصلت على الميدالية الذهبية في سباحة 50 متر فراشة في زمن قدره 44:70، وحصلت بعدها بيومين على الميدالية البرونزية في النهائيات في سباحة 100 متر.
في السابع والعشرين من سبتمبر حصلت على مداليتين وهي الفضية في سباق التتابع 4×50 للفريق الاسبانى النسائى (وهذا الفريق مكون من الاراجونية ريخينا كاتشان ونوليا جارسيا وفينيسا كابو) والاخرى البرونزية في سباق سباحة 50 متر حر وقد انهت السباق في زمن قدرة 37:62 وكان يفصلها عن الفوز بالميدالية الفضية 9 سنتيمتر والتي حصلت عليها الفرنسية بياتريس هيس أما الميدالية الذهبية فقد حصلت عليها الأوكرانية أولينا أكابيان.
حصل المنتخب الإسباني لذوي الاحتياجات الخاصة على 71 ميدالية: 20 ميدالية ذهبية و27 ميدالية فضية و24 ميدالية برونزية وبذا احتلت إسبانيا المركز السابع في التصنيف العام للميداليات

## بيكين2008
حان موعد الألعاب لذوي الاحتياجات الخاصة في بيكين عام 2008 والتي توجت فيها السباحة الاراجونية وكانت من الشخصيات البارزة والرئيسية لحصولها على ثلاث ميداليات: الميدالية الذهبية في سباحة 50 و100و200 متر حر والميدالية الفضية في سباحة 50 متر على الظهر والبرونزية في سباحة 100 متر وحصلت على رقمين قياسين في تصنيف س 5 وكانت خمس ميداليات التي تساوت بها مع اللاعبة بوريفيكاسيون سانتامارتا وهذا جعلها في سبتمبر في 2008 الرياضية الأسبانية الحاصلة على أكثر عدد من الميداليات في تاريخ الألعاب لذوي الاحتياجات الخاصة. ويعتبر هذا إنجاز في تاريخ أراغون في إسبانيا.
في السابع من سبتمبر حصلت على أول ميدالية لها وكانت الميدالية الذهبية وكان هذا في سباق سباحة 100 متر حر وهي جائزة ثمينة قد حصل عليها المبعوث الاسبانى في هذة الألعاب وقد وصلت إلى منصة التتويج في زمن قدرة 116:65حيث حطمت الرقم القياسى القديم باكثر من ثانيتين الذي كانت حصلت علية الفرنسية بياترز هيز عام 2000 وحصلت على المركز الثاني الإسرائيلية اينابيل بيسارو في خمس ثواني.
وفي اليوم التالي حصلت على ثاني ميدالية لها وكانت الميدالية الفضية لكى تصبح في المركز الثاني في سباحة 50 متر على الظهر. في السباق النهائي لم تستطع الاراجونية ان تقترب من التشيكية بيلا هالافاتشوفا والتي انهت السباق السابق في 41:3 (سجلت رقم قياسى جديد لذوي الاحتياجات الخاصة) وقد انهت السباحة الاراجونية السباق في زمن قدرة 44:58 .
في التاسع من سبتمبر عادت تريزا لتدعى بطلة ولكن هذة المرة في سباق سباحة 200 متر حر وفي نهاية هذا السباق كانت ثالثة رياضية تصل في وقت قياسى ضمن اللاعبات والتي انهت السباق في زمن قدرة 2:47:47 اقل بثنيتين من الإسرائيلية اينابال بيسارو
بعد ثلاثة أيام حصلت على ميدالية جديدة وهي الميدالية البرونزية في سباق سباحة 100 متر على الصدر ضمن تصنيف س ب 4 وفي هذا السباق كانت من ضمن أفضل خمس لاعبات وكان عليها ان تصل في وقت قياسى لمنصة التتويج قدرة ثلاث ثوان.واخيرا السباحة السرقسطية انهت السباق وحصلت على المركز الثالث في زمن قدرة دقيقتان وثانية بعد تقدم السينغافورية ثيريزا جو.
في الخامس عشر من سبتمبر حصلت تريزا على خامس ميدالية في الألعاب لذوي الاحتياجات الخاصة وهي الميدالية الذهبية في سباحة 50 متر حر وبذلك تعتبر قد حققت رقم قياسى عالمى. السباحة الأسبانية انهت السباق في زمن قدرة 35:88 وفازت على التشيكية بيلا هالفاتشوفا والاوكرانية اولينا اكابيان. الرقم القياسى القديم قد حقق في زمن قدرة 36:42 منذ عام 2003
وهذة المهنة قدمت في كأس الماء من رئيس اللجنة خاكيس روج بالإضافة إلى سكرتير الدولة للرياضة خايم ليسافيتيسكى.تريزا قد غادرت العاصمة الصينية وقد حصلت على 16 ميدالية في يدها.وبذلك قد تعادلت مع الرياضية الأسبانية بوريفيكاسيون سانتامارتا. وقد حصلت سانتامارتا على نفس عدد الميداليات في سبع العاب لذوي الاحتياجات الخاصة (11 ميدالية ذهبية و4 ميداليات فضية وا ميدالية برونزية.
في السابع عشر من سبتمبر اختيرت تريزا عضوة من ضمن أعضاء المستشارين الرياضيين با للجنة العالمية لذوي الاحتياجات الخاصة لاربع سنوات قادمة من خلال تصويت الرياضيين لذوي الاحتياجات الخاصة واللذين تواجدوا في مكان الألعاب الاولمبية من ضمن 14 مرشح

## لندن 2012
في التاسع والعشرين من أغسطس كانت تريزا ترفع علم إسبانيا في الاحتفال بافتتاح دورة الألعاب لذوي الاحتياجات خاصة في مدينة لندن.
وفي اليوم التالي تحولت إلى الرياضية الأسبانية الأكثر شهرة في الألعاب ذوي الاحتياجات الخاصة بحصولها على الميدالية رقم 17 وهي الميدالية الفضية في سباحة 50 متر حر واجتازت السباق في زمن قدرة 36:50 وكان ذلك غير كاف لفوزها على الاوكرانية ناتليا برولوجيافا والتي كانت اسرع بنصف ثانية عن السباحة الاراجونية.
في الحادى والثلاثين من أغسطس حصلت على المركز الثالث في النهائيات في سباحة 200 متر وقد حصلت على الميدالية البرونزية في هذا السباق. والفائزة بهذا السباق هي الأوكرانية برولوجيافا والتي حققت رقم قياسى جديد في العالم وذلك في زمن قدرة 3:13:43 . السباحة النرويجية سارة ليوس رنج قد انهت السباق في زمن قدرة 3:15:89 اما السباحة الأسبانية قد انهت السباق في زمن قدرة 3:28:58
وبعد مرور يوم واحد حصلت السباحة الأسبانية على ميدالية جديدة ثمينة وهي الميدالية الفضية في سباحة 200 متر حر وفي هذا السباق حاولت السباحة الأسبانية ان تجتاز السباحة النرويجية سارة ليوس رنج التي كانت في المقدمة وذلك بعد 150 متر ولكن لم تستطع تحقيق ذلك لان السباحة النرويجية سارة ليوس رنج قد حصلت على الميدالية الذهبية في زمن قدرة 2:49:74 وكانت اسرع من السباحة الأسبانية تريزا بثانيتين والتي انهت السباق في زمن قدرة 2:51:79
بعد مرور ثلاثة أيام وذلك في الرابع من سبتمبر حصلت السباحة الأسبانية على الميدالية رقم 20 وهي الميدالية البرونزية في سباحة 100 متر على الصدر وتريزا كانت من أفضل ثلاثة سباحات في نصف النهائيات وبذلك قد حصلت على ترتيب في النهائيات. وفي النهائيات استطاعت تريزا ان تجتاز عدة امتار من خلال قفزة كبيرة ولكن كانت الاوكرانية بروليجيفا والنرويجية رنج متقدمين عنها. ولذلك فان الميدالية الذهبية كانت لواحدة منهم والتي سيحددها المشهد النهائى في السباق. السباحة الأوكرانية حققت زمن قياسى جديد وهو 1:43:99 بينما السباحة النرويجية رنج اجتازت السباق في زمن قدرة 1:45:68 . اما السباحة الأسبانية قد جاءت في الترتيب الثالث حيث انهت السباق في زمن قدرة 1:56:17 واستطاعت بذلك ان تفوز على السباحة الإسرائيلية بيسارو بفرق قدرة سنتيمترات حيث انهت الإسرائيلية السباق في زمن قدرة 1:56:73 وبذلك حصلت السباحة الأسبانية تريزا على الميدالية البرونزية.
وقد ارسل رئيس الحكومة الأسبانية مريانو راخوى برقيات تهنئة للعديد من الابطال الاسبان ذوي احتياجات خاصة وكان من بينهم السباحة الأسبانية تريزا. واوضح في هذة البرقيات ان ان هذة الانجازات توضح الموهبة والقدرة على التغلب على الإعاقة واوضح بذلك ان إسبانيا لاتستطيع ان تحص عدد هؤلاء الابطال ذوي الاحتياجات الخاصة
في السابع من سبتمبر حصلت على خامس ميدالية لها في لندن وهي الميدالية الفضية في سباحة 50 متر فراشة والسباحة النرويجية رنج حصلت على الميدالية الذهبية في نفس السباق حيث انهت السباق في زمن قدرة 41:76 والسباحة الأسبانية قد انهت السباق في زمن قدرة 42:67 والجدير بالذكر ان الميدالية البرونزية كانت للبرازيلية خوانا ماريا سيلفا والتي انهت السباق في زمن قدرة 46:62
وفي اليوم التالي في المركز المائي في لندن كما في الايام السابقة للمنافسة حصلت السباحة الأسبانية تريزا على أول ميدالية ذهبية في هذة الألعاب لذوي الاحتياجات الخاصة وكان ذلك في سباق سباحة 100 متر حر في زمن قدرة 1:18:55
وبهذة الميدالية أصبح عدد الميداليات الخاصة بها 22 ميدالية وهذا كان نفس عدد ميداليات التي حصل عليها السباح الاوليمبى الامريكى ميشائيل فيلبس والذي استقال منذ عدة اسابيع من الألعاب الاوليمبية والتي كانت تقع في العاصمة الإنجليزية.وفي نفس اليوم التي تساوت بها مع السباح فيلبس تم إعادة اختيارها كأحدى اعضاء المستشارين الرياضيين باللجنة العالمية لذوي الاحتياجات الخاصة لمدة اربع سنوات أخرى

## مشاركتها في بطولات أخرى
في عام 2006 في بطولة العالم المقامة في جنوب أفريقيا حصلت على الميدالية البرونزية في سباحة 100 متر حر على الظهر والميدالية الفضية في سباحة 50 متر فراشة
في مايو عام 2007 حصلت السباحة الاراجونية على ثلاث ميداليات (ميدالية فضية واثنان برونزية) في البطولة المفتوحة للسباحة ذوي الاحتياجات الخاصة المنعقدة في مدينة برنو في تشكيك
في نوفمبر عام 2007 في البطولة البريطانية للسباحة في بيسيناكورتا وحققت تريزا زمن قياسى في سباحة 100و200 متر حر في السباحة في تصنيف س5 والتي بها حصلت على ميداليتين جديدتين من الذهب التي تضاف على ميداليتين اخريتين من الذهب التي حصلت عليها في اليوم التالي في سباق سباحة 50 متر سباحة فراشة و 50 متر سباحة حرة
في ديسمبر في نفس العام حصلت على خمس ميداليات ذهبية في سباحة 50 متر على الظهر وسباحة حرة وفراشة وفي سباحة 100و200 متر سباحة حرة في البطولة المفتوحة للسباحة المنعقدة في الميرلاند في الولايات المتحدة
في أيام من 28 من 30 مارس عام 2008 حصلت تريزا على ثلاث ميداليات ذهبية في مسارات السباحة في البطولة الفرنسية للسباحة في اليوم العالمى المفتوح للسباحة في المدينة الفرنسية نانسى
في أبريل عام 2011 عادت تريزا لتنافس في برلين وكانت السباحة الأسبانية بعيدة عن السباحة بعد ان أصبحت ام في العام الماضى
في يوليو في نفس العام في البطولة الاوروبية للسباحة لذوي الاحتياجات الخاصة في برلين حصلت تريزا على 8 ميداليات وهم: الميدالية الذهبية في سباحة 100 متر حر تصنيف س5 (سباحات باعاقة جسدية كبيرة) واربع ميداليات فضية في سباحة 50 متر و200 متر سباحة حرة و50 متر سباحة فراشة وسباحة تتابع 4×100 متر وثلاث ميداليات برونزية في سباحة 200 متر وسباحة تتابع 4×50 و4×100
في أغسطس عام 2013 تريزا لم تستطع المشاركة في البطولة العالمية للسباحة لذوي الاحتباجات الخاصة في مدينة مونتريال في كندا وذلك بتوصية من الطبيب حيث ان السباحة الاراجونية كانت تعانى من مغص حاد
مابين أيام من 4 إلى 10 أغسطس عام 2014 تقام في المدينة الهولندية ايندهوفين البطولة الأوروبية للسباحة لذوي الاحتياجات الخاصة وفي أول يوم من المنافسة تم ذكر اسمها كبطلة أوروبا وذلك في اختبار سباحة 100 متر حر.وفي اليوم الثاني حصلت على ثاني ميدالية لها وهي الميدالية الذهبية وذلك مع زملائها من الفريق الاسبانى سبيستيان رودريجويرى ز وريشارد اوريب وجوليا كاستيو في اختبار سباق التتابع 4×50 متر حر وقد حصلت على 20 نقطة مختلطة وبعدها بيوم حصلت على ثالث ميدالية لها وهي الميدالية الفضية في سباحة 200 متر وفي اليوم التالي حصلت على رابع ميدالية لها في سباق سباحة 200 متر وبعدها بيومين في التاسع من أغسطس حصلت على ميداليتين جديدتين وهم الميدالية الذهبية في سباق سباحة 50 متر خر في تصنيف س5 والاخرى فضية في سباق تتابع النسائى في 4×100 متر حر. في اخر يوم في المنافسة في اليوم العاشر حصلت على سابع جائزة نفيسة لها وهي الميدالية الذهبية في سباق سباحة 50 متر على الظهر

## تميزها وقدرتها الفردية
في الرابع من أكتوبر عام 2004 تريزا كرمت من المسئولين باراجون واهدوها برعم من الزيتون لمدة خمس مرات كتذكار المائة عام والتي توجد في حدائق قصر الخافرية
في الرابع من أكتوبر عام 2008 منحها مجلس المدينة ببلدها لقب الابنة المحببة لسرقسطة
وفي اليوم التالي بالتزامن مع الذكرى 200 لاماكن سرقسطة منح عمدة المدينة خوان البيرتو بيوش كل من تريزا وبطلات اراجونيات اخريات الميدالية الفخر والإشادة للبطلات
في الثالث والعشرين من أبريل عام 2009 منح ملك اسبانيا السباحة الاراجونية تريزا وسام الاستحقاق الرياضى وتم تسليمها الميدالية الذهبية
وفي الثاني والعشرين من سبتمبر عام 2012 حصلت تريزا ولاعبين اخرين اللذين نافسوا في لندن على هذا الشرف وهم خورجى كاردونا وجافير ايرنانديز في روماريدا قبل ان تبدا مواجه الفريق الاراجونى ضد النادى الاطلنطى اوساسونا
في السادس من أكتوبر عام 2012 كانت مسئولة عن بدا احتفالات بيلار
وبعد مرور ثمان أيام في الرابع عشر من أكتوبر حصلت من مجلس المدينة على لقب السرقسطية المثالية
وفي الثاني من نوفمبر عام 2012 الحكومة الأسبانية منحتها الصليب الكبير الذي يمثل وسام الاستحقاق الرياضى الملكى وهذا يعتبر أفضل تقدير رسمى للاعبة أسبانية واستطاعت تريزا كاول رياضية لذوي الاحتياجات الخاصة ان تحصل على هذة الجائزة وفي الثاني من أبريل في عام 2014 سلمها الجائزة الملك خوان كارلوس 1 في قصر سارسويلا بجانب زوجها وابنها
في ديسمبر في نفس العام حصلت على الجائزة الخاصة دياريو از وايضا في نفس الشهر سلمت اميرة استورياس ليتيزيا اورتيس السباحة الأسبانية تريزا جائزة يوم المراة الصادرة من مجلة يوم المراة
في فبراير عام 2013 استلمت في مهرجان الرياضة في سرقسطة شهادة تميز رياضية وايضا في نفس الشهر تم منحها في المهرجان اليومى العالمى للرياضة كأس الإرادة الإنسانية الرياضية
في الرابع العشر من مايو عام 2013 منحت السباحة الاسبانسة تريزا لقب احسن لاعبة اراجونية رياضية في المهرجان رقم 16 الرياضى الاراجونى
وفي نفس الشهر حصلت على الجائزة خوان بالو كافضل رياضية لعام 2012
وفي الشهر التالي في الخامس من يونية منحت في الطبعة رقم 20 في الجوائز الارجونية للعام في تصنيف الارجونيين
في التاسع عشر من نفس الشهر كان لديها صوت واحد من 8:9 لكى تمنح الجائزة الأمير استورياس للرياضة وهذة الجائزة التي حصل عليها لاعب الجولف الاسبانى خوسية ماريا اولاسابال

## حياتها العائلية
تزوجت من الصحفي الاراجونى مريانو مينور في الثامن من يناير في عام 2005 في الكتدرائية بيلال في بلدها وفي عام 2010 أصبحت ام عند ولادة ابنها مريانو

## حياتها الاجتماعية
في عام 2007 نشرت بمساعدة زوجها كتاب السيرة الذاتية لها بأسم «حياتى في اطارات»
في الرابع عشر من نوفمبر عام 2008 تريزا كانت المسئولة في اعطاء شارة الانطلاق للانشطة المتعددة التي سوف تنظم في المركز المائي في سرقسطة وذلك للترويج عن الانخفاض الماء في الخزان الرئيسى (والذي يعتبر إعادة إنشاء لأول نهر في العالم) الذي انشأ بواسطة المعرض العالمى لسرقسطة عام 2008
في مارس عام 2009 كانت البطلة بالإضافة إلى اربع رياضيين لذوي الاحتياجات الخاصة للفيلم الوثائقى الذي اخرجة المخرج مابيل لوزانو وهو«النظرية النابضة» والذي يوضح حياتها يوم بيوم
في الثاني من أكتوبر عام 2009 تم اختيار تريزا بيراليس ولاعب ريال مدريد باول جونزاليس لتقديم الرياضون الاسبان في كوبن هاجين بالدنمارك لترشيح مدريد لى تكون مقر للالعاب الاوليمبية لعام 2016 والألعاب لذوي الاحتياجات الخاصة في نفس العام في الانتخابات النهائية
في سبتمبر في عام 2012 كانت بطلة برنامج الوحدة المتحركة في قناة اراجون تى في وعنوانة اسطورة امرأة
في الحادى والثلاثين من يناير عام 2013 سافرت إلى مقر اللجنة العالمية لذوي الاحتياجات الخاصة في المدينة الالمانية بون لكى تقدم ملف ترشيح مدريد للالعاب الاوليمبية والألعاب لذوي الاحتياجات الخاصة عام 2020 وفي مارس في نفس العام تعاونت تريزا لترشيح مدريد عند زيارة لجنة التطور لللجنة الاوليمبية العالمية في العاصمة الاسبانية
في العشرين من مارس عام 2013 كانت بطلة برنامج القيادة الحالية لأول قناة اسبانية لا 1 وهذا البرنامج كان بعنوان اشخاص متميزة
ومن جديد كما حدث منذ اربع اعوام في السابع من سبتمبر عام 2013 قامت تريزا وبرفقتها لاعب كرة السلة باو جازول بتشجيع الرياضيون الاسبان في الاختيار النهائى لللجنة الاوليمبية العالمية لترشيح مدريد في بوينس ايرس في الارجنتين
في السادس عشر من يناير عام 2014 حصلت تريزا الإضافة إلى مائتى لاعب على منحة من الجامعة الكاثوليكية سان انطونيو دى مورسيا
في العشرين من مارس في نفس العام قدمت في بلدها ثاني كتاب لها بأسم «قوة حلم» بمساعدة الصحفية الرياضية ماريا اسكاريو
كانت لمدة سنتين استاذة في جامعة سرقسطة لمادة الاختيار الحر للعلاج الطبيعى في رياضة ذوي الاحتياجات الخاصة

## مسارها السياسي
تم اختيارها نائبة للحزب الارجونى لسرقسطة في محاكم ارجون بعد الانتخابات المحلية عام 2013
في عام 2006 تولت الإدارة العامة للاستقلال
في العام التالي في شهر نوفمبر عام 2007 تم تقديمها من خلال الحزب الارجونى على رأس القائمة للانتخابات عام 2008 بسرقسطة
وفي يونيو عام 2008 في تاسع مؤتمر رولدى شوبين تم اختيارها رئيسة للشباب للحزب الارجونى رولدى شوبين
وكان اخر مشاركة لها في العالم السياسي كان في الانتخابات المسبقة في العشرين من نوفمبر عام 2011 واحتلت تريزا المركز السابع في قائمة المؤتمر النواب في الإتلاف الشعبى الارجونى

## الميداليات
في الدورات الأوليمبية في سيدنى عام 2000 واثينا عام 2004 وبكين عام 2008 ولندن عام 2012 حصلت على 22 ميدالية وهم (6 ميداليات ذهبية و 6 ميداليات فضية و 10 ميداليات برونزية)
في البطولات العالمية عام 1998 و2002و2006 بعد ان فازت بستة أرقام قياسية في تصنيف س 5 حصلت على إحدى عشر ميدالية (6 ميداليات فضية و5 ميداليات برونزية)
في بطولات السباحة لذوي الاحتياجات الخاصة باوروبا في عام 1999 و2001 و2003 حصلت على أربعة عشر ميدالية وهم (ميدالية ذهب و10 ميداليات فضية و3 ميداليات برونزية)
بالإضافة إلى انها فازت بستة أرقام قياسية باسبانيا

## روابط خارجية
- تريزا بيراليس على موقع Paralympic.org (الإنجليزية)
- تريزا بيراليس على موقع IPC.InfostradaSports.com (مؤرشف) (الإنجليزية)